# Norte Chico (Chile)

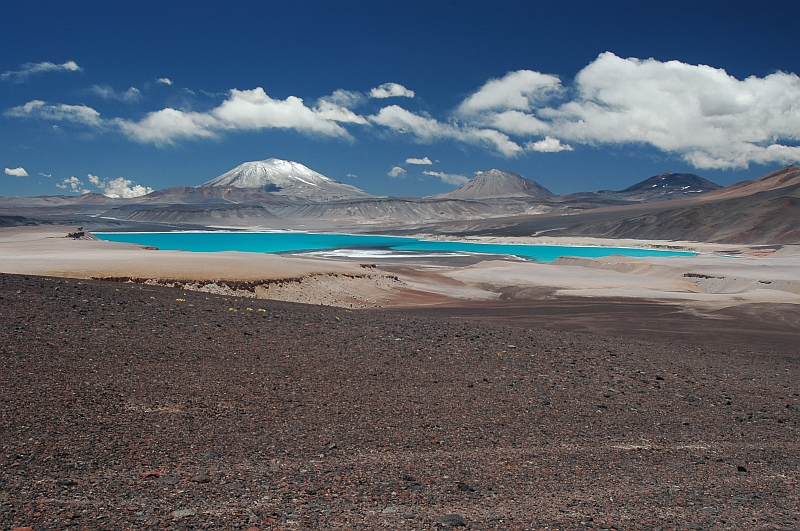
Der Incahuasi-Berg

Norte Chico (dt. Kleiner Norden) ist eine der fünf Naturregionen Chiles, die 1950 von der Regierungsbehörde Corporación de Fomento de la Producción definiert wurden. Ihre nördliche Grenze bildet die Grenze zum Norte Grande, im Westen liegt der Pazifische Ozean, im Osten die Anden und Argentinien und im Süden die Naturregion Zona Central. Die Naturregion entspricht dem chilenischen Territorium zwischen den Flüssen Copiapó und Aconcagua. Traditionell bezeichnet der Begriff Norte Chico die Naturregion, die die Verwaltungsregionen Atacama und Coquimbo umfasst. Diese Region war die Heimat des Volkes der Diaguita.

## Geografie
Norte Chico erstreckt sich von der südlichen Grenze der Atacama-Wüste bis etwa zum 32. südlichen Breitengrad oder knapp nördlich von Santiago. Es ist eine halbtrockene Region, deren zentrales Gebiet in jedem der vier Wintermonate durchschnittlich etwa 25 mm Niederschlag erhält, während des restlichen Jahres nur geringe Mengen. Norte Chico ist auch Dürreperioden ausgesetzt. Die Temperaturen sind gemäßigt, mit durchschnittlich 18,5 °C im Sommer und etwa 12 °C im Winter auf Meereshöhe. Die Winterregen und das Schmelzwasser der Anden versorgen die Flüsse in der Region mit Wasser, auch wenn die Strömungsmenge je nach Jahreszeit variiert. Die Hänge der Anden sind steil, das Gelände ist insgesamt rau und im Norden sind die höher gelegenen Gebiete und die Küste noch unfruchtbar.

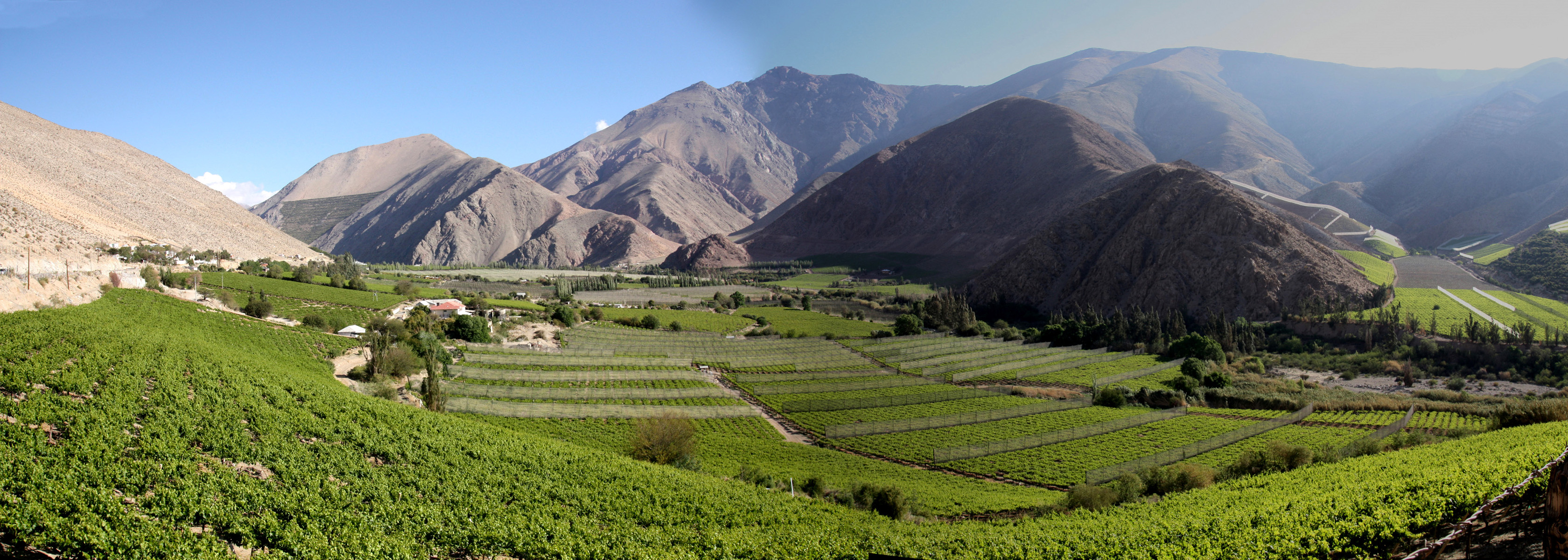
Landwirtschaft im Elqui-Tal

In den Küstengebieten von Norte Chico herrscht ein ausgeprägtes Mikroklima. In den Gebieten, in denen die Luftfeuchtigkeit des Meeres durch hohe Steilküsten über dem Meer gefangen wird, entwickeln sich gemäßigte Regenwälder, da die Vegetation den Wasserdampf in Form von Sprühregen ausscheidet. Bemerkenswerte Beispiele dafür finden sich im Nationalpark Bosque de Fray Jorge. Da die Flusstäler Unterbrechungen in den Küstenhöhen bilden, kann die Meeresfeuchtigkeit ins Landesinnere vordringen und das allgemein trockene Klima in diesen Tälern zusätzlich weiter abschwächen. Die höheren Lagen im Landesinneren sind mit Sträuchern und Kakteen verschiedener Art bedeckt.
Norte Chico ist eine sehr gebirgige Gegend, in der deutliche Gebirgsketten oder langgestreckte Ausläufer das Land von den Anden bis zur Küste durchziehen und Quertäler von großer Fruchtbarkeit bilden. Das berühmteste davon ist das Elqui-Tal. Die tiefen Quertäler bieten weite Flächen für die Viehzucht und den Obstanbau, der sich seit Mitte der 1970er Jahre stark entwickelt hat. Fast der gesamte chilenische Pisco wird in Norte Chico produziert. Die Kultivierung des Bodens wird zunächst durch Bewässerung und dann mit Hilfe leichter, periodischer Regenfälle möglich.

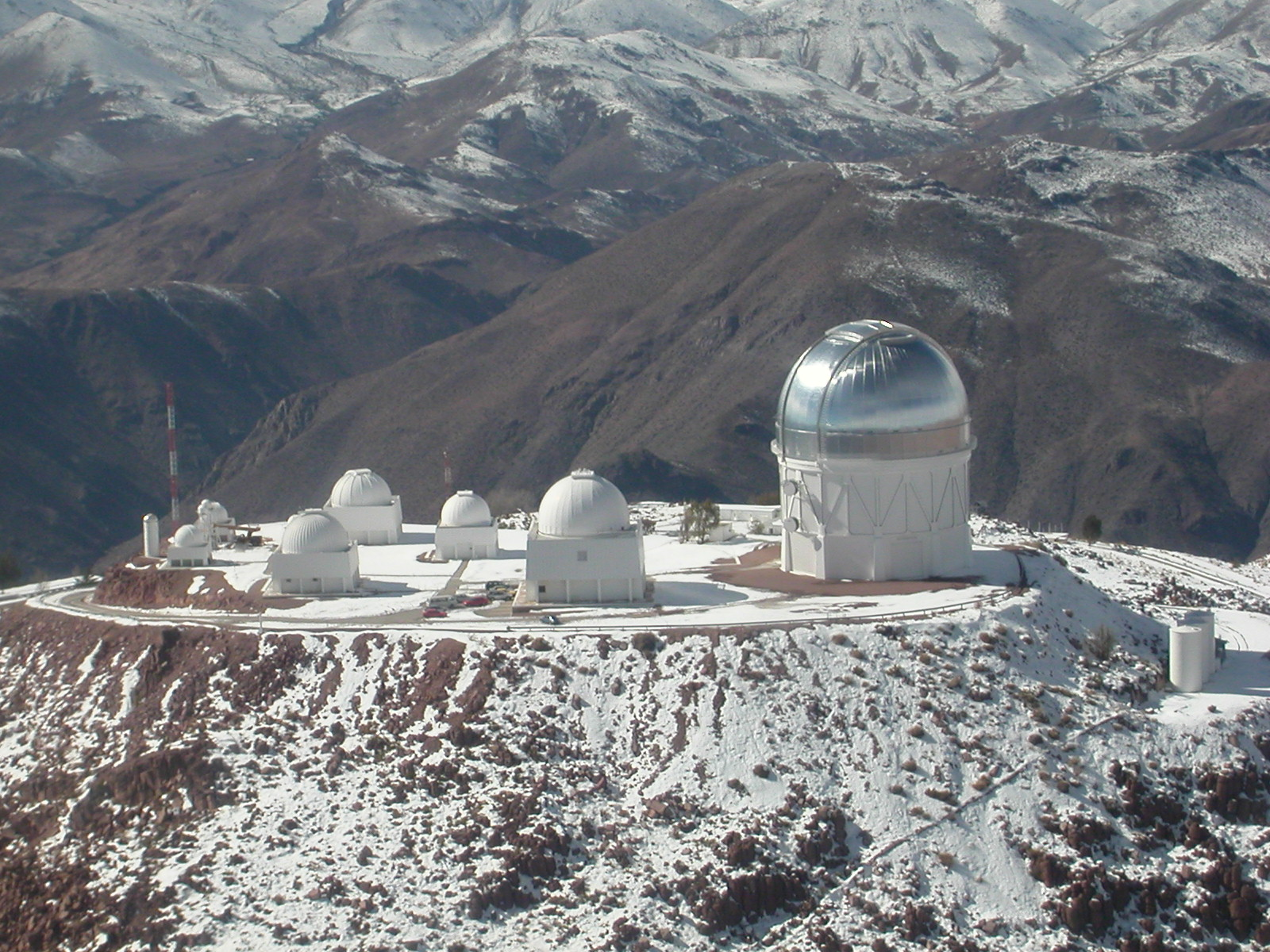
Cerro Tololo

Einige Gebiete von Norte Chico sind aufgrund der trockenen Luft und der geringen Wolkenbedeckung ideal für astronomische Observatorien. Bemerkenswerte astronomische Observatorien sind das Cerro Tololo Inter-American Observatory und das La Silla Observatory.
In den Anden von Norte Chico befinden sich der erste, zweite und vierthöchste Berg Chiles, nämlich der Ojos del Salado, der Nevado Tres Cruces und der Incahuasi.

### Flüsse
Die wichtigsten Flüsse dieser Naturregion sind der Copiapó, der Huasco, der Elqui, der Limarí und der Choapa. Der Copiapó, der einst ins Meer mündete, ist heute praktisch erschöpft und bewässert kein kleines fruchtbares Tal mehr, in dem die gleichnamige Stadt liegt. Die Flüsse Copiapó und Huasco haben verhältnismäßig kurze Laufstrecken, erhalten aber eine beträchtliche Wassermenge aus den höheren Sierras. Letzteres wird auch zur Bewässerung eines kleinen, kultivierten Tals verwendet. Die Flüsse der Region Coquimbo (Elqui, Limarí und Choapa) unterliegen weniger trockenen Bedingungen und werden wie die Flüsse im nördlichen Teil der Region Valparaíso (nämlich der Petorca, La Ligua und der Aconcagua) zur Bewässerung eines viel größeren kultivierten Gebiets verwendet.

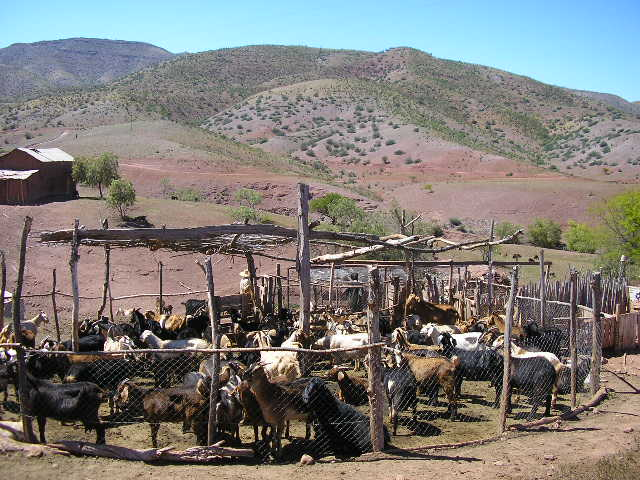
Ziegenhaltung ist im Norte Chico weit verbreitet, führt jedoch zu schwerer Erosion und Wüstenbildung. Bild vom oberen Río Limarí.